# Абай (Сауранський район)
Аба́й (каз. Абай) — село у складі Сауранського району Туркестанської області Казахстану. Входить до складу Бабайкурганського сільського округ.
Населення — 1324 особи (2021; 1513 у 2009, 1556 у 1999, 1323 у 1989).